# Société mathématique suisse
La Société mathématique suisse (en allemand : Schweizerische Mathematische Gesellschaft ; en anglais : Swiss Mathematical Society), fondée à Bâle le 4 septembre 1910, est la société nationale mathématique de la Suisse. Elle est membre de la Société mathématique européenne. 

## Histoire
Rudolf Fueter de l'université de Bâle, Henri Fehr, de l'Université de Genève et Marcel Grossmann, de l'École polytechnique fédérale de Zurich, sont membres fondateurs,. Ces trois mathématiciens sont les premiers présidents de la société.
La société tient son premier congrès du 4 au 7 septembre 1910, près du Bernoullianum (de).

## Publications
La Société mathématique suisse décide le 20 mai 1928 de la fondation d'une revue mathématique, les Commentarii mathematici Helvetici (CMH). Le premier volume est publié en 1929 et Rudolf Fueter devient le rédacteur de la revue,.

## Congrès
La Société suisse et Zurich sont à trois reprises les hôtes du Congrès international des mathématiciens de l'Union mathématique internationale, en 1897, organisé par Ferdinand Rudio, professeur à l'Université de Zurich. Fueter est président du congrès de 1932 et le troisième congrès international se tient à Zurich en 1994.

## Membres d'honneur
Avec l'année de leur nomination
- Rudolf Fueter (1935)
- Henri Fehr (1935)
- Marcel Grossmann (1935)
- Constantin Carathéodory (1943)
- Gustave Dumas (en) (1944)
- Michel Plancherel (1954)
- Andreas Speiser (1954)
- Émile Marchand (1954)
- Heinz Hopf (1957)
- Walter Saxer (de) (1957)
- George Pólya (1957)
- Louis Kollros (1958)
- Jean Leray (1960)
- Hassler Whitney (1960)
- Georges de Rham (1960)
- Rolf Nevanlinna (1963)
- Bartel Leendert van der Waerden (1973)
- Beno Eckmann (1977)
- Albert Pfluger (1978)
- Alexander Ostrowski (1978)
- Johann Jakob Burckhardt (de) (1981)
- Christian Blatter (de) (1994)
- Henri Carnal (de) (1994)
- André Haefliger (1997)
- Michel Kervaire (1997)
- Jürgen Moser (1997)
- Ernst Specker (2005)
- Srishti D. Chatterji (2005)

## Présidents
- 1910-12 Rudolf Fueter
- 1913-15 Henri Fehr
- 1916-17 Marcel Grossmann
- 1918-19 Michel Plancherel
- 1920-21 Louis Crelier (en)
- 1922-23 Gustave Dumas (en) (Université de Lausanne)
- 1924-25 Andreas Speiser
- 1926-27 Ferdinand Gonseth (Berne)
- 1928-29 Severin Bays (Fribourg)[9]
- 1930-31 Samuel Dumas (Berne)[10]
- 1932-33 Gustave Juvet (Université de Lausanne)
- 1934-35 Walter Saxer (ETH Zurich)[11]
- 1936-37 Rolin Wavre
- 1938-39 Willy Scherrer (Berne)
- 1940-41 Louis Kollros (ETH Zurich)
- 1942-43 Paul Buchner (Bâle)
- 1944-45 Georges de Rham
- 1946-47 Max Gut (Université de Zurich)
- 1948-49 Charles Blanc (Université de Lausanne)
- 1950-51 Albert Pfluger
- 1952-53 Félix Fiala (Neuchâtel)
- 1954-55 Johann Jakob Burckhardt (de)
- 1956-57 Eduard Stiefel
- 1958-59 Georges Vincent (Université de Lausanne)
- 1960-61 Heinrich Jecklin (Université de Zurich)
- 1962-63 Beno Eckmann
- 1964-65 Jean de Siebenthal (EPF Lausanne)
- 1966-67 Heinz Huber (Bâle)
- 1968-69 Walter Nef (Berne)
- 1970-71 Roger Bader (Neuchâtel)
- 1972-73 Ernst Specker (ETH Zurich)
- 1974-75 André Haefliger
- 1976-77 Heinrich Kleisli (en) (Fribourg)
- 1978-79 André Delessert (Université de Lausanne)
- 1980-81 Pierre Gabriel
- 1982-83 Alain M. Robert (en) (Neuchâtel)
- 1984-85 Henri Carnal (de) (Berne)
- 1986-87 Shristi D. Chatterji (EPF Lausanne)
- 1988-89 Norbert A’Campo
- 1990-91 Urs Stammbach (de) (ETH Zurich)
- 1992-93 Harald Holmann (Fribourg)
- 1994-95 François Sigrist (Neuchâtel)
- 1996-97 Hans Jarchow (Université de Zurich)
- 1998-99 Gerhard Wanner (Genève)
- 2000-01 Urs Würgler (Berne)
- 2002-03 Rolf Jeltsch (ETH Zurich)
- 2004-05 Peter Buser (EPF Lausanne)
- 2006-07 Norbert Hungerbühler (Fribourg)
- 2008-09 Viktor Schroeder (Université de Zurich)
- 2010-11 Bruno Colbois (Neuchâtel)
- 2012-13 Christine Riedtmann (Université de Berne)
- 2014-15 Nicolas Monod (EPF Lausanne)
- 2016–17 Anand Dessai (Université de Fribourg)
- 2018–19 Urs Lang (ETH Zurich)
- 2020–21 Jérémy Blanc (Bâle)
- 2022-23 Alain Valette (Université de Neuchâtel)[12]